# Alencar Santana
Alencar Santana Braga, mais conhecido como Alencar Santana (São Paulo, 14 de março de 1976), é um advogado e político brasileiro. 
É advogado, formado em Direito com especialização em Direito Constitucional, membro do Partido dos Trabalhadores (PT), eleito deputado estadual em 2010, com 154.272 votos e reeleito em 2014. Em 2018, foi eleito deputado federal e reeleito 2022.

## Biografia
Alencar começou sua militância política no movimento estudantil, em 1992, com 16 anos de idade.
Filiou-se ao Partido dos Trabalhadores (PT) em 1998. Foi assessor de um vereador do PT, em Guarulhos, em 2000 e posteriormente assumiu a chefia de gabinete do deputado estadual Sebastião Almeida e também foi secretário de governo.
Alencar foi eleito pela primeira vez vereador de Guarulhos em 2004, aos 28 anos, tendo sido reeleito em 2008.
Em 2010, foi eleito deputado estadual, sendo reeleito em 2014.
Em 2018, foi eleito deputado federal no Congresso Nacional, sendo reeleito em 2022.

## Atuação parlamentar

#### Lei 15.854/15
Autor da Lei 15.854/15, que garante os mesmos benefícios aos clientes antigos das novas promoções pelos serviços de internet, telefonia, TV e outros.